# David Letterman
David Michael Letterman (n. 12 aprilie 1947) este un actor, comediant, scriitor, producător și prezentator (gazdă) de televiziune american. Începând cu anul 1982 el conduce talk show-ul TV nocturn Late Show with David Letterman, difuzat pe CBS. În 1996, David Letterman a fost clasat pe locul #45 în topul TV Guide „Cele mai mari 50 de staruri TV din toate timpurile”. În 2013, Letterman l-a surclasat pe prietenul și mentorul său Johnny Carson ca cea mai „longevivă” gazdă de talk show nocturn din istoria televiziunii, cu o carieră de 31 de ani. Pe 3 aprilie 2014 Letterman a anunțat că el se va retrage în 2015 așa cum contractul său curent se termină în august 2015. CBS a anunțat că Stephen Colbert, comediant, scriitor și gazdă a The Colbert Report din 2005, îi va lua locul.

## Filmografie

### Film
| An   | Titlu                           | Rol                         | Note                    |
| ---- | ------------------------------- | --------------------------- | ----------------------- |
| 1978 | Peeping Times                   | Dan Cochran                 | Film TV                 |
| 1979 | Fast Friends                    | Matt Morgan                 | Film TV                 |
| 1994 | Cabin Boy                       | Old Salt In Fishing Village | Creditat ca Earl Hofert |
| 1996 | Eddie                           | El însuși                   |                         |
| 1996 | Beavis and Butt-head Do America | Mötley Crüe roadie (voce)   |                         |
| 1997 | Private Parts                   | El însuși                   |                         |
| 1999 | Man on the Moon                 | El însuși                   |                         |
| 2010 | I'm Still Here                  | El însuși                   |                         |

### Televiziune
| An           | Titlu                           | Rol                 | Note                                                                |
| ------------ | ------------------------------- | ------------------- | ------------------------------------------------------------------- |
| 1978         | Mary                            | Announcer / Various | 3 episoade                                                          |
| 1979         | Mork & Mindy                    | Ellsworth           | Episodul: "Mork Goes Erk"                                           |
| 1980         | The David Letterman Show        | El însuși (gazdă)   | 90 episoade; de asemenea creator, scenarist, producător executiv    |
| 1981         | Open All Night                  | Man in Suit         | Episodul: "Buckaroo Buddies"                                        |
| 1982–1993    | Late Night with David Letterman | El însuși (gazdă)   | 1,819 episoade; de asemenea creator, scenarist, producător executiv |
| 1986         | 38th Primetime Emmy Awards      | El însuși (co-host) | TV Special                                                          |
| 1993–prezent | Late Show with David Letterman  | El însuși (gazdă)   | De asemenea creator, scenarist, producător executiv                 |
| 1993         | Murphy Brown                    | El însuși           | Episodul: "Bump in the Night"                                       |
| 1993         | The Building                    | The Thief           | Episodul: "Damned If You Do"                                        |
| 1993–1995    | The Larry Sanders Show          | El însuși           | 2 episoade                                                          |
| 1994         | Beavis and Butt-head            | El însuși (voce)    | Episodul: "Late Night with Butt-head"                               |
| 1995         | Premiile Oscar                  | El însuși (gazdă)   | TV Special                                                          |
| 1995         | The Nanny                       | El însuși           | Episodul: "Pen Pal"                                                 |
| 1996         | The Dana Carvey Show            | El însuși           | Episodul: "The Diet Mug Root Beer Dana Carvey Show"                 |
| 1996         | Seinfeld                        | El însuși           | Episodul: "The Abstinence"                                          |
| 1997–1998    | Spin City                       | El însuși / Rags    | 2 episoade                                                          |
| 1998         | Cosby                           | El însuși           | Episodul "Fifteen Minutes of Fame"                                  |

### Ca producător executiv
| An           | Titlu                                  | Note                                 |
| ------------ | -------------------------------------- | ------------------------------------ |
| 1993         | The Building                           | 5 episoade                           |
| 1995–1999    | The Late Late Show with Tom Snyder     | 770 de episoade; de asemenea creator |
| 1995–1996    | Bonnie                                 | 13 episoade                          |
| 1996         | The High Life                          | 8 episoade                           |
| 1996–2005    | Everybody Loves Raymond                | 210 episoade                         |
| 1999–2004    | The Late Late Show with Craig Kilborn  | 1,190 episoade; de asemenea creator  |
| 2000–2004    | ED                                     | 83 episoade; de asemenea creator     |
| 2005–prezent | The Late Late Show with Craig Ferguson | De asemenea creator                  |
| 2005         | Strangers with Candy                   |                                      |
| 2007         | The Knights of Prosperity              | 13 episoade                          |